# Бетюн, Ипполит де
Ипполит де Бетюн (фр. Hippolyte de Béthune; 19 сентября 1603, Рим — 24 сентября 1665), граф де Сель, маркиз де Шабри — французский придворный и военный деятель.

## Биография
Второй сын Филиппа де Бетюна, графа де Селя, и Катрин Ле-Бутейе де Санлис.
Родился в Риме, где его отец был послом. Его крестным отцом был папа Климент VIII, которого представлял внучатый племянник кардинал Сан-Чезарео. Был назван в честь понтифика. Крестной матери не было, так как ее наличие было несовместимо с папским достоинством.
В начале 1611 года стал наследником должности первого дворянина Палаты герцога Орлеанского, которая принадлежала его отцу.
В возрасте 22 лет послан Людовиком XIII в Рим к папе Урбану VIII с сообщением о браке принцессы Генриетты с Карлом I Английским, а также с различными поручениями к кардиналам и итальянским князьям. Инструкции получил 31 мая 1625.
Сопровождал короля в различных поездках, в том числе в Лангедок, Пуату и Пикардию. Служил при осадах Монтобана, Руайяна, Ла-Рошели и Корби.
Был выбран в качестве воспитателя дофина, но постоянное нездоровье вынудило заменить его герцогом де Монтозье.
Член Военного совета (1657), придворный королевы Марии Терезии (1660). В 1661 году пожалован в рыцари орденов короля.
Имел репутацию мудрого и честного человека, становился арбитром в самых значительных делах среди влиятельных придворных и горожан.
Людовик XIV нанес ему визит во время последней болезни и утешал его семью в связи с понесенной потерей.
По этому случаю граф де Бетюн поднес королю в дар библиотеку более чем из 2500 манускриптов, собранных его отцом и им самим, и составившую Бетюнский фонд в Королевской библиотеке. Ныне это один из крупнейших старых фондов Французской национальной библиотеки. Кроме того, он подарил королю собрание полотен итальянских и других живописцев, античные статуи и бюсты из бронзы и мрамора.

## Семья
Жена (контракт 29.11.1629): Анн-Мари де Бовилье (ок. 1610—12.11.1688), придворная дама королевы Марии Терезии, дочь Онора де Бовилье, маркиза де Сент-Эньяна, и Жаклин ле Лагранж-Монтиньи, внучка маршала Монтиньи
Дети:
- Филипп (3.11.1630—3.03.1658), граф де Сель. Жена: Мари д'Этамп (ум. 13.12.1697), дочь графа Жана д'Этампа и Мари Крюэль, дамы де Морвиль, вторым браком вышла за Жана-Батиста-Гастона Гота, маркиза де Руайяна, герцога д'Эпернона
- Анри (29.03.1632—11.1690), называемый графом де Бетюн. Мальтийский рыцарь, граф де Сель. Жена: Мари-Анн Дове (ум. 13.12.1697), дочь Никола Дове, графа де Маре, и Катрин де Лантаж, дамы де Витри
- Арман (7.08.1635—12.1703), епископ Сен-Флура, затем Ле-Пюи
- Франсуа-Гастон (13.05.1638—4.10.1692), называемый маркизом де Бетюн. Граф де Сель и де Моро, маркиз де Шабри. Жена (11.12.1668): Мари-Луиза де Лагранж д'Аркьен (28.06.1638—11.11.1728), дочь Анри-Альбера де Лагранжа, маркиза д'Аркьен, и Франсуазы де Лашатр
- Франсуа-Аннибаль (ок. 1642—29.10.1732), мальтийский рыцарь, шеф эскадры. Жена: Рене де Борнь де Л'Эскифью (ум. 12.1709), вдова маркиза Робера-Луи де Коэтенваля
- Ипполит (1643—24.08.1720), граф-епископ Вердена
- Луи (ок. 1644—29.02.1728), аббат Больё, маркиз де Бетюн и де Шабри, губернатор Ардра и графства Гин (1677), кампмейстер кавалерийского полка. Жена 1) (1677): Элизабет де Маршан, дама де Грипон (ум. 17.09.1704), дочь и наследница Жака де Маршана, сеньора де Грипон и де Сублиньи, и Сюзанны де Васси-Бресе, дама де Лаланд, вдова Эдма-Леонара де Разе, сеньора де Моним; 2) (29.06.1707): Мари-Тереза д'Озьель (ум. 15.10.1736), дочь Жана-Луи д'Озьеля и Мари-Мадлен де Дама
- Мари (р. 4.04.1633), аббатиса Монтрёя близ Лана
- Анн-Берта, аббатиса Сен-Корантена, затем Бомон-Ле-Тура
- Катрин (ум. 6.11.1725). Муж: маркиз де Рок
- Мари. Муж: маркиз Франсуа де Рувиль (ум. 1677), губернатор Ардра и графства Гин